# هنلی، سافک
هنلی (به انگلیسی: Henley) یک روستا و محله مدنی در بریتانیا است که در Mid Suffolk واقع شده‌است. هنلی ۵۷۳ نفر جمعیت دارد.